# Muston, Leicestershire
Muston är en by i civil parish Bottesford, i distriktet Melton, i grevskapet Leicestershire i England. Byn är belägen 20 km från Melton Mowbray. Muston var en civil parish fram till 1936 när blev den en del av Bottesford. Civil parish hade 218 invånare år 1931.